# 전주문화방송
전주문화방송주식회사(全州文化放送)는 전북 전지역과 충남, 전남 일부 지역을 시청권으로 하는 대한민국의 지상파 TV·라디오 방송국이다. 본사는 전북특별자치도 전주시 완산구 선너머1길 50에 위치해있다. 호출 부호는 HLCX이다.

## 연혁

### 1960년대
- 1965년 2월 17일: 한국문화방송의 전주국 허가 라디오 개국 (호출부호 HLCX, 출력1㎾, 주파수 1140kHz).
- 1965년 2월 20일: 라디오 개국 (고사동 333, 호출부호 HLCX, 출력1㎾, 주파수 1140kHz). 라디오 출력 증강 (5㎾ → 10㎾)

### 1970년대
- 1970년 2월 19일 : 전북텔리비젼방송주식회사 설립(경원동2가 7-6)
- 1971년 4월 22일 : 텔레비전 무선국 허가
- 1971년 4월 23일 : 전북텔리비젼방송주식회사(JTV) 개국 (호출부호 HLCZ, 채널 10, 영상출력2㎾, 음향출력 500W)
- 1971년 9월 15일 : 전북텔리비젼방송주식회사를 전주문화방송주식회사로 상호변경
- 1971년 10월 1일 : 전주문화방송주식회사와 한국문화방송주식회사 전주국과 법인 합병, 현재의 전주문화방송주식회사로 발족. 대표이사 사장에 노시영 취임. 라디오 출력 10㎾, 텔레비전 출력 2㎾로 증강됨. 호출부호를 HLCX로 통일)
- 1972년 3월 15일 : 라디오송신소를 완주군 삼례읍 현 위치로 이전
- 1973년 2월 22일 : 텔레비전 송신소를 익산군 삼기면 소재 미륵산 정상으로 이전.
- 1973년 2월 22일 : TV송신소 미륵산으로 이전
- 1973년 6월 9일 : 5부 1분실의 체제를 7부 2실 2소 2분실로 기구의 확장 개편
- 1977년 3월 3일 : 2대 임형정 대표이사 취임
- 1978년 11월 16일 : 사옥 이전 (경원동 → 진북동) (대지 2000평, 건평 1,600평, 지하 2층, 지상 6층)
- 1978년 11월 23일 : 라디오 주파수 변경 (1140kHz → 855kHz)

### 1980년대
- 1980년 5월 1일 : 8부 1실 2소로 기구개편
- 1980년 12월 22일 : 컬러TV 방송개시 (NTSC)
- 1983년 2월 2일 : TV방송 출력증강 (2㎾ → 5㎾)
- 1983년 7월 15일 : 음악FM 방송 개국 (99.1MHz, 5㎾)
- 1987년 3월 9일 : 뉴스데스크 지역방송 개시
- 1988년 7월 20일 : 진안, 연장, 고창, 순창, 임실 TV중계소 개국
- 1989년 5월 1일 : 무주, 적상산TV중계소 개국
- 1989년 10월 23일 : 일본 홋카이도분카방송(uhb)과 자매결연

### 1990년대
- 1990년 4월 4일 : 일본 남일본 방송(MBC)과 자매결연
- 1992년 4월 30일 : 노고단 표준FM중계소 개국 (101.7MHz, 3㎾)
- 1992년 8월 12일 : 삼공TV중계소 개국
- 1992년 11월 18일 : 남원TV중계소 개국 및 남원 간이연주소 개국
- 1994년 2월 18일 : TV출력증강 (5㎾ → 10㎾), TV송신소 이전 (미륵산 → 모악산)
- 1995년 5월 21일 : 중국 장쑤전시대(JSTV)와 자매결연
- 1995년 11월 7일 : 신사옥 준공 이전 (진북동 → 중화산동)
- 1997년 2월 12일 : 장수TV중계소 개국
- 1998년 11월 14일 : TV음성다중서비스 실시

### 2000년대
- 2000년 12월 11일 : 디지털TV중계차 도입 (SD급)
- 2001년 2월 20일 : 모악산 표준FM중계소 개국 (94.3MHz, 4㎾)
- 2002년 8월 14일 : 표준FM DARC서비스 실시
- 2003년 9월 1일 : 디지털TV송출실 준공
- 2003년 11월 24일 : 라디오 마이로스 방송시스템 구축
- 2004년 11월 9일 : 전주MBC시청자미디어센터 개소 (전북 최초)
- 2005년 10월 24일 : 디지털TV 개국 (모악산, 물리채널 41, 2.5㎾) (전북 최초)
- 2007년 1월 10일 : 남원방송 무선국 폐지
- 2007년 12월 31일 : 디지털TV 데이터방송 실시
- 2008년 1월 28일 : 지상파DMB 개국 (CH 12A, 2㎾)
- 2008년 3월 24일 : HD뉴스센터 구축 (전북 최초 HD뉴스방송 실시)
- 2008년 8월 1일 : AM라디오송신소 이전 (삼례 → 이서)

### 2010년대
- 2010년 12월 4일: 남원 교룡산DTV중계소 개국
- 2012년 10월 23일: 지상파 아날로그TV방송 종료
- 2013년 6월 12일 : 전라도 디지털 주파수 재배치 완료

## TV방송
1971년 4월 23일 전북텔리비젼방송(주)로 개국하여 TV방송을 시작하였다. 1980년 12월 22일에는 컬러TV방송을 시작하였으며, 1983년 2월 2일 출력을 증강하고 그 후 전북지역 각지에 방송중계시설을 설치하면서 방송수신권역을 점차점차 늘려나갔다. 2000년에는 SD급의 디지털TV 중계차를 도입하였으며, 2003년 9월 1일 디지털TV 송출실을 준공하여 2005년 10월 24일 마침내 전북지역 방송사 최초로 디지털TV방송을 개국하였다. 2007년 12월 31일부터 디지털TV 데이터방송을 실시하였으며, 2008년 3월 24일 HD뉴스센터를 구축하면서 전북지역 방송사 최초로 HD 뉴스 방송을 실시하는 고품질의 방송서비스를 실현하고 있다.

### TV 프로그램
보도
| 프로그램명                     | 방송 분량           | 방송 시간                                                               | 앵커                                       |
| ------------------------------ | ------------------- | ----------------------------------------------------------------------- | ------------------------------------------ |
| MBC 뉴스투데이 전북권뉴스      | 평일 30분           | 07:20 ~ 07:50                                                           | 이영래                                     |
| 930 MBC 뉴스 전북권뉴스        | 평일 10분           | 09:35 ~ 09:45                                                           | 이영래                                     |
| MBC 5시 뉴스와 경제 전북권뉴스 | 평일 10분           | 17:05 ~ 17:10                                                           | 목서윤                                     |
| MBC 뉴스데스크 전북권뉴스      | 평일 20분 주말 15분 | 20:25 ~ 20:45(금 20:00 ~ 20:20) - 주말편성조정 : 일요일 (20:20 ~ 20:35) | 조수영 기자, 정다윤 (평일) 무작위 (일요일) |

교양·예능
- 新 얼쑤! 우리가락
- 전국시대
- 더 체크
- 전북이 참 좋다!
- 건강지킴이 닥터MBC
- 전주MBC 초대석 반갑습니다
- 다정다감
- K-할매 소셜클럽

### 방송 송출 시설망
- 호출부호 : HLCX-DTV
- 가상채널 : 11-1

| 송신소          | UHD      | UHD    | HD       | HD    | 송신소 위치                        |
| 송신소          | 물리채널 | 출력   | 물리채널 | 출력  | 송신소 위치                        |
| --------------- | -------- | ------ | -------- | ----- | ---------------------------------- |
| 모악산 송신소   | 준비중   | 준비중 | CH 41    | 2.5㎾ | 전북 김제시 금산면 금산리 산1      |
| 미룡 소출력     | 준비중   | 준비중 | CH 41    | 0.05W | 전북 군산시 미룡동 897-2           |
| 야미도 중계소   | 준비중   | 준비중 | CH 19    | 20W   | 전북 군산시 옥도면 야미도리        |
| 전주 중계소     | 준비중   | 준비중 | CH 39    | 20W   | 전북 전주시 덕진구 우아동1가 산299 |
| 화산 소출력     | 준비중   | 준비중 | CH 41    | 0.05W | 전북 완주군 화산면 화평리          |
| 고부 소출력     | 준비중   | 준비중 | CH 41    | 0.05W | 전북 정읍시 고부면 고부리          |
| 고창신림 소출력 | 준비중   | 준비중 | CH 41    | 0.05W | 전북 고창군 신림면 무림리          |
| 고창 중계소     | 준비중   | 준비중 | CH 29    | 20W   | 전북 고창군 고창읍 교촌리 산5      |
| 무장 중계소     | 준비중   | 준비중 | CH 49    | 20W   | 전북 고창군 공음면 두암리 산120-1  |
| 적상산 중계소   | 준비중   | 준비중 | CH 21    | 90W   | 전북 무주군 적상면 괴목리 산184    |
| 무주 중계소     | 준비중   | 준비중 | CH 24    | 20W   | 전북 무주군 무주읍 읍내리 산26-1   |
| 삼공 중계소     | 준비중   | 준비중 | CH 28    | 20W   | 전북 무주군 설천면 삼공리 산79-1   |
| 진안 중계소     | 준비중   | 준비중 | CH 24    | 20W   | 전북 진안군 진안읍 군하리 산44-1   |
| 장수 중계소     | 준비중   | 준비중 | CH 43    | 20W   | 전북 장수군 장수읍 대성리 산258-2  |
| 교룡산 중계소   | 준비중   | 준비중 | CH 23    | 90W   | 전북 남원시 산곡동 산25-1          |
| 임실 중계소     | 준비중   | 준비중 | CH 17    | 20W   | 전북 임실군 임실읍 갈마리          |
| 순창 중계소     | 준비중   | 준비중 | CH 43    | 20W   | 전북 순창군 순창읍 가남리 산9      |

아날로그TV
- 호출부호 : HLCX-TV

| 송신소        | 채널  | 출력 | 송신소 위치                       |
| ------------- | ----- | ---- | --------------------------------- |
| 모악산 송신소 | CH 10 | 10㎾ | 전북 김제시 금산면 금산리 산1     |
| 운산 중계소   | CH 38 | 100W | 전북 부안군 변산면 운산리 산48    |
| 고창 중계소   | CH 34 | 100W | 전북 고창군 고창읍 교촌리 산5     |
| 적상산 중계소 | CH 24 | 500W | 전북 무주군 적상면 괴목리 산184   |
| 무주 중계소   | CH 34 | 100W | 전북 무주군 무주읍 읍내리 산26-1  |
| 삼공 중계소   | CH 34 | 50W  | 전북 무주군 설천면 삼공리 산79-1  |
| 진안 중계소   | CH 32 | 100W | 전북 진안군 진안읍 군하리 산44-1  |
| 연장 중계소   | CH 53 | 100W | 전북 진안군 진안읍 연장리 산221-1 |
| 장수 중계소   | CH 47 | 100W | 전북 장수군 장수읍 대성리 산258-2 |
| 교룡산 중계소 | CH 4  | 500W | 전북 남원시 산곡동 산25-1         |
| 임실 중계소   | CH 32 | 100W | 전북 임실군 임실읍 갈마리         |
| 순창 중계소   | CH 38 | 100W | 전북 순창군 순창읍 가남리 산9     |

## 라디오방송
1965년 2월 17일, 한국문화방송(주)전주국으로서 라디오 방송을 개국하면서 전주문화방송의 라디오방송 역사가 시작되었다. 현재 AM라디오 1채널과 FM라디오 2채널을 운영하고 있으며, 전북지역, 충남 남부, 전남권 일부를 가청권역으로서 방송중이다.

### 라디오 프로그램

#### 전주MBC 라디오
| 프로그램명       | 요일 | 시간 | 진행자 |
| ---------------- | ---- | ---- | ------ |
| MBC 정오종합뉴스 | 평일 | 5분  | 이영래 |
| MBC 뉴스 (1700)  | 평일 | 5분  | 이충훈 |
| 지구별 라디오    | 평일 | 55분 | 목서윤 |

#### 전주MBC FM4U
| 프로그램명        | 요일  | 시간  | 진행자 |
| ----------------- | ----- | ----- | ------ |
| 김차동의 FM모닝쇼 | 매일  | 2시간 | 김차동 |
| 장혜라의 식스센스 | 월-토 | 2시간 | 장혜라 |
| 인문클래스        | 일    | 30분  | 이충훈 |
| 블루레코드        | 일    | 30분  | 이상욱 |
| 이유 있는 클래식  | 일    | 1시간 | 이유   |

### 라디오방송 송출현황
| 전주MBC 라디오 | 전주MBC 라디오 | 전주MBC 라디오 | 전주MBC 라디오 | 전주MBC 라디오                    | 전주MBC 라디오 |
| 송신소         | 주파수         | 출력           | 호출부호       | 송신소 위치                       | 방송구역&비고 |
| -------------- | -------------- | -------------- | -------------- | --------------------------------- | --- |
| 이서 송신소    | AM 855kHz      | 10㎾           | HLCX           | 전북 완주군 이서면 은교리 산204-1 | 전북 전지역 |
| 모악산 송신소  | FM 94.3MHz     | 4㎾            | HLCX-SFM       | 전북 김제시 금산면 금산리 산1     | 전주시 일원, 익산시 일부, 군산시 일부, 김제시 일부, 남원시 일부, 정읍시 일부, 순창군 일부, 고창군 일부, 무주군 일부, 부안군 일부, 완주군 일부, 임실군 일부, 장수군 일부, 진안군 일부 |
| 노고단 중계소  | FM 101.7MHz    | 3㎾            | HLCX-SFM       | 전남 구례군 산동면 좌사리 산110-2 | 전남 구례군 일원, 전북 전주시 일부, 익산시 일부, 군산시 일부, 김제시 일부, 남원시 일부, 정읍시 일부, 순창군 일부, 고창군 일부, 무주군 일부, 부안군 일부, 완주군 일부, 임실군 일부, 장수군 일부, 진안군 일부, 광주광역시 일부, 전남 목포시 일부, 해남군 일부, 보성군 일부, 고흥군 일부, 순천시 일부, 광양시 일부, 여수시 일부 나주시 일부, 담양군 일부, 곡성군 일부, 화순군 일부, 장흥군 일부, 강진군 일부, 영암군 일부, 무안군 일부, 함평군 일부, 영광군 일부, 장성군 일부, 완도군 일부, 진도군 일부, 신안군 일부, 경남 남해군 일부, 하동군 일부 남원 · 구례 향, FM4U 광주MBC 송출 (목포MBC, 여수MBC, MBC경남을 번갈아서 수신) |
| 전주MBC FM4U   |                |                |                |                                   | |
| 송신소         | 주파수         | 출력           | 호출부호       | 송신소 위치                       | 방송구역&비고 |
| 모악산 송신소  | FM 99.1MHz     | 5㎾            | HLCX-FM        | 전북 김제시 금산면 금산리 산1     | 전주시 일원, 익산시 일부, 군산시 일부, 김제시 일부, 남원시 일부, 정읍시 일부, 순창군 일부, 고창군 일부, 무주군 일부, 부안군 일부, 완주군 일부, 임실군 일부, 장수군 일부, 진안군 일부 |

### 로고송
- M! B! C가 원하는 건 바로~!  MBC문화방송~ 당신이 원하는 건 바로~! MBC 라디오
- 행복한 오늘과 내일에 소중한 우리의 MBC 희망과 기쁨을 얘기해요~ MBC 라디오~
- 함께해요 함께해요 좋은세상 좋은세상 당신의 좋은친구 문화방송

### 라디오 시보 멘트
- 표준FM: AM 855, 표준FM 94.3, 101.7 전주문화방송입니다. HLCX
- FM4U: 99.1MHz 여러분의 전주문화방송입니다. HLCX

## 지상파DMB방송
광주문화방송, 목포문화방송, 여수문화방송 등과 공동으로 투자하여, 광주전남전북 전역을 가시청권으로 하는 지상파DMB 사업자로서 방송중이다.

## 직원

### 아나운서
- 이충훈
- 목서윤
- 이영래
- 정다윤

### 전주MBC 편성국
- 편성국장 황일묵
- 콘텐츠제작부장 홍명현
- 박규현PD
- 한승우PD
- 조형진PD
- 유장욱PD
- 강조아PD
- 김혜정PD
- 김민재PD

### 전주MBC 보도국
현직
- 정태후 보도국장
- 고차원 취재부장
- 임홍진 국장
- 이창익 국장
- 이종휴 국장
- 강동엽 차장
- 김아연 차장
- 유룡 차장
- 조수영 기자
- 허현호 기자
- 정자형 기자
- 이주연 기자
- 전재웅 기자

전직
- 박노훈 : 전 보도국장
- 김민홍 : 전 기자
- 이종성 : 전 보도제작팀장
- 장병원 : 전 JTV 방송본부장, 전 전북애향운동본부 사무총장
- 박종문 : 전 전라북도 정무부지사
- 고병악 : 현 가온셀 대표이사, 전 JTV전주방송 신사업국장
- 신효균 : 전 JTV 사장
- 이흥래 : 현 언론중재위원회 전북중재부 위원
- 유기하 : 전 보도국장
- 이승주 : 전 SBS 베이징특파원
- 송하봉 : 전 경영지원국장
- 정진오 : 전 기자
- 김한광 : 전 사장
- 정민지 : 현 채널A 기자
- 이상연
- 한범수 : 현 MBN 기자
- 한철: 전 영상기자 · 전 경영지원부장
- 이경희
- 손형식 : 전 영상기자
- 김종섭 : 전 영상기자

## 역대 연중캠페인
- 2009년 ~ 2010년 : '전주MBC가, 만들어 나가겠습니다.'
- 2011년 : '고맙습니다.' 나눔과 상생, 배려와 감사 정이 넘치는 따뜻한 세상 만들기
- 2012년 : '고맙습니다.'
- 2013년 : '지역기업이 희망이다.'
- 2014년 : '되찾자, 전북의 자존심'
- 2015년 : '동행 50년 희망 100년'
- 2016년 ~ 2017년 : '농촌이 미래다'
- 2020년 : 더 나은 2020 더 좋은 전라북도
- 2021년 : '당신이 전북입니다.'
- 2022년 : 전북의 자존심, 당신이 전북입니다.
- 2023년 : 전북과 함께, 지역을 넘어!
- 2024년 : '당신의 특별한 꿈을 응원합니다.'
- 2025년 : 60년의 동행, 당신 곁에 좋은 친구